# Associazione Calcio Novara 1973-1974
Questa voce raccoglie le informazioni riguardanti l'Associazione Calcio Novara nelle competizioni ufficiali della stagione 1973-1974.

## Rosa
| N. |                   | Ruolo | Calciatore        |
| -- | ----------------- | ----- | ----------------- |
|    | Italia (bandiera) | C     | Franco Carrera    |
|    | Italia (bandiera) | D     | Tiziano Cavallari |
|    | Italia (bandiera) | C     | Umberto Depetrini |
|    | Italia (bandiera) | A     | Fabio Enzo        |
|    | Italia (bandiera) | A     | Renato Gavinelli  |
|    | Italia (bandiera) | A     | Gian Piero Ghio   |
|    | Italia (bandiera) | C     | Luigi Giannini    |
|    | Italia (bandiera) | A     | Graziano          |
|    | Italia (bandiera) | A     | Corrado Nastasio  |
|    | Italia (bandiera) | P     | Giorgio Nasuelli  |

| N. |                   | Ruolo | Calciatore          |
| -- | ----------------- | ----- | ------------------- |
|    | Italia (bandiera) | A     | Urano Navarrini     |
|    | Italia (bandiera) | P     | Gian Nicola Pinotti |
|    | Italia (bandiera) | C     | Mariano Riva        |
|    | Italia (bandiera) | A     | Orano Rolfo         |
|    | Italia (bandiera) | D     | Gianluigi Roveta    |
|    | Italia (bandiera) | D     | Sergio Taddei       |
|    | Italia (bandiera) | D     | Giovanni Udovicich  |
|    | Italia (bandiera) | D     | Antonio Veschetti   |
|    | Italia (bandiera) | D     | Alberto Vivian      |
|    | Italia (bandiera) | D     | Benito Zanutto      |

## Risultati

### Serie B

#### Girone di andata
| 30 settembre 1973 1ª giornata | Novara | 2 – 1 | Catanzaro |  |

| 7 ottobre 1973 2ª giornata | Atalanta | 0 – 1 | Novara |  |

| 14 ottobre 1973 3ª giornata | Novara | 1 – 1 | Palermo |  |

| 21 ottobre 1973 4ª giornata | Brescia | 1 – 1 | Novara |  |

| 28 ottobre 1973 5ª giornata | Como | 0 – 0 | Novara |  |

| 4 novembre 1973 6ª giornata | Novara | 2 – 0 | Reggiana |  |

| 11 novembre 1973 7ª giornata | Novara | 1 – 1 | Parma |  |

| 18 novembre 1973 8ª giornata | Arezzo | 2 – 0 | Novara |  |

| 25 novembre 1973 9ª giornata | Novara | 0 – 0 | Catania |  |

| 2 dicembre 1973 10ª giornata | Ascoli | 2 – 0 | Novara |  |

| 9 dicembre 1973 11ª giornata | Novara | 0 – 0 | Ternana |  |

| 16 dicembre 1973 12ª giornata | Taranto | 0 – 0 | Novara |  |

| 23 dicembre 1973 13ª giornata | Novara | 2 – 1 | Perugia |  |

| 30 dicembre 1973 14ª giornata | Novara | 2 – 0 | Bari |  |

| 6 gennaio 1974 15ª giornata | Reggina | 1 – 1 | Novara |  |

| 13 gennaio 1974 16ª giornata | Novara | 0 – 0 | Avellino |  |

| 20 gennaio 1974 17ª giornata | Varese | 2 – 0 | Novara |  |

| 27 gennaio 1974 18ª giornata | Novara | 1 – 1 | Brindisi |  |

| 3 febbraio 1974 19ª giornata | SPAL | 1 – 0 | Novara |  |

#### Girone di ritorno
| 10 febbraio 1974 20ª giornata | Catanzaro | 1 – 1 | Novara |  |

| 17 febbraio 1974 21ª giornata | Novara | 1 – 0 | Atalanta |  |

| 24 febbraio 1974 22ª giornata | Palermo | 1 – 1 | Novara |  |

| 3 marzo 1974 23ª giornata | Novara | 1 – 2 | Brescia |  |

| 10 marzo 1974 24ª giornata | Novara | 2 – 2 | Como |  |

| 17 marzo 1974 25ª giornata | Reggiana | 1 – 0 | Novara |  |

| 24 marzo 1974 26ª giornata | Parma | 1 – 0 | Novara |  |

| 31 marzo 1974 27ª giornata | Novara | 1 – 0 | Arezzo |  |

| 7 aprile 1974 28ª giornata | Catania | 0 – 2 | Novara |  |

| 14 aprile 1974 29ª giornata | Novara | 3 – 1 | Ascoli |  |

| 21 aprile 1974 30ª giornata | Ternana | 1 – 0 | Novara |  |

| 28 aprile 1974 31ª giornata | Novara | 1 – 0 | Taranto |  |

| 5 maggio 1974 32ª giornata | Perugia | 3 – 1 | Novara |  |

| 12 maggio 1974 33ª giornata | Bari | 2 – 0 | Novara |  |

| 19 maggio 1974 34ª giornata | Novara | 2 – 0 | Reggina |  |

| 26 maggio 1974 35ª giornata | Avellino | 3 – 1 | Novara |  |

| 2 giugno 1974 36ª giornata | Novara | 1 – 2 | Varese |  |

| 9 giugno 1974 37ª giornata | Brindisi | 0 – 0 | Novara |  |

| 16 giugno 1974 38ª giornata | Novara | 1 – 0 | SPAL |  |